# Беляев, Владимир Николаевич (тяжелоатлет)
Влади́мир Никола́евич Беля́ев (24 сентября 1940, Киев — 2020, Киев) — советский тяжелоатлет, заслуженный мастер спорта СССР (1966).

## Спортивные достижения
- Чемпион мира (1966). Установил мировой рекорд 485 кг (в трёх упражнениях).
- Чемпион Европы (1966)[4].
- Серебряный призёр (82,5 кг) Олимпийских игр в Мехико (1968). По сумме трёх упражнений показал такой же результат, что и победитель Борис Селицкий — 485 кг (олимпийский рекорд). Однако, так как Беляев оказался тяжелее своего партнёра по сборной СССР на 300 граммов, он стал серебряным призёром.